# Ярошенко, Иван Владимирович
Иван Владимирович Ярошенко — советский хозяйственный, государственный и политический деятель,бригадир колхоза «Гигант» Магдалиновского района Днепропетровской области Украинской ССР.   Герой Социалистического Труда.

## Биография
Родился 23 февраля 1926 года в селе Дудковка (ныне Магдалиновского района Днепропетровской области, Украина) в бедной крестьянской семье. Украинец.
В 1941 году окончил семь классов Крамарской сельской школы. Во время Великой Отечественной войны остался на оккупированной гитлеровцами территории, принимал участие в партизанском движении. Был награждён медалью «За боевые заслуги».
В сентябре 1943 года после освобождения района был призван в РККА. Участвовал в форсировании Днепра. Был ранен. После излечения вернулся на фронт. Воевал в зенитно-артиллерийской бригаде. После разгрома нацистской Германии в составе части был переброшен на Дальний Восток и участвовал в войне с Японией.
После демобилизации в 1948 году вернулся в родное село. Работал секретарём Крамарского и Ждановского сельсовета, учителем физкультуры сельской школы.
В феврале 1958 года перешёл работать в сельское хозяйство. Работал заведующим животноводческой фермой колхоза «Заря коммунизма». В 1959 году назначен бригадиром комплексной бригады № 3 колхоза «Гигант». Под его руководством бригада добилась значительных успехов, стала лучшей не только в хозяйстве, но и в районе и области.
Указом Президиума Верховного Совета СССР  от 23 июня 1966 года за успехи, достигнутые в увеличении производства и заготовок пшеницы, ржи, гречихи, проса, риса, кукурузы и других зерновых и кормовых культур, Ярошенко Ивану Владимировичу присвоено звание Героя Социалистического Труда с вручением ордена Ленина и золотой медали «Серп и Молот».
Работал бригадиром до 1986 года.
Жил в селе Дудковка Магдалиновского района Днепропетровской области (Украина). Умер 26 ноября 2015 года.

## Награды
- Золотая медаль «Серп и Молот» (23.06.1966)
- Орден Ленина (23.06.1966)
- Орден Октябрьской Революции (08.04.1971)
- Орден Октябрьской Революции (06.03.1981)
- Орден Отечественной войны II степени (11.03.1985)[2]
- Орден «За мужество» 3 степени (Украина)
- Медаль «За боевые заслуги»  (17.02.1966)[1]
- Медаль «В ознаменование 100-летия со дня рождения Владимира Ильича Ленина» (6 апреля 1970)
- Медаль «За доблестный труд»
- Медаль «За победу над Германией в Великой Отечественной войне 1941—1945 гг.» (9 мая 1945[3])
- Юбилейная медаль «Двадцать лет Победы в Великой Отечественной войне 1941—1945 гг.» (7 мая 1965[4])
- Юбилейная медаль «Тридцать лет Победы в Великой Отечественной войне 1941—1945 гг.»[5]
- Медаль «Сорок лет Победы в Великой Отечественной войне 1941-1945 гг.»[6]
- Медаль Жукова (1994)
- Юбилейная медаль «50 лет Победы в Великой Отечественной войне 1941—1945 гг.»
- Медаль «Ветеран труда»
- Медаль «30 лет Советской Армии и Флота»[7]
- Юбилейная медаль «40 лет Вооружённых Сил СССР»[8]
- Юбилейная медаль «50 лет Вооружённых Сил СССР» (26 декабря 1967[9])
- Юбилейная медаль «60 лет Вооружённых Сил СССР» (28 января 1978[10])
- Юбилейная медаль «70 лет Вооружённых Сил СССР» (28 января 1988[11])
- Знак «Гвардия»
- Знак МО СССР «25 лет Победы в Великой Отечественной войне» (24 апреля 1970)

## Память
- На могиле установлен надгробный памятник.
- Его имя увековечено в Главном Храме Вооружённых сил России, и навсегда запечатлено на мемориале «Дорога памяти»